# Colinealidad

Ejemplo de colinealidad en el plano: el baricentro (circuncentro (O) de cualquier triángulo son colineales, porque siempre descansan sobre una misma recta, denominada la recta de Euler (en color rojo).

En geometría, la colinealidad es la propiedad según la cual un conjunto de puntos están situados sobre la misma línea recta. Se dice que un conjunto de puntos que posee esta propiedad es colineal (a veces escrito como colinear, procedente de una traducción inadecuada del inglés). En general, el término se ha usado para objetos alineados, es decir, elementos que están "en una línea" o "en una fila".

## Puntos en una línea
En cualquier geometría, un conjunto de puntos situados sobre una misma línea se dice que es colineal. En geometría euclidiana, esta relación se visualiza intuitivamente mediante puntos que se encuentran situados sobre una "línea recta". Sin embargo, en la mayoría de las geometrías (incluida la euclidiana), una recta suele ser un concepto básico, por lo que dichas visualizaciones no serán necesariamente apropiadas. Un modelo matemático de la geometría ofrece una interpretación de cómo los puntos, líneas y otros tipos de objetos se relacionan entre sí y una noción como la colinealidad debe interpretarse dentro del contexto riguroso de este modelo matemático. Por ejemplo, en geometría esférica, donde las líneas están representadas en el modelo estándar por los círculos máximos de una esfera, los conjuntos de puntos colineales se encuentran en el mismo círculo máximo. Tales puntos no se encuentran en una "línea recta" en el sentido euclidiano, y por lo tanto no se piensa que estén "en fila".
Una aplicación de una geometría sobre sí misma que convierte rectas en rectas se denomina colineación; dado que conserva la propiedad de la colinealidad.
Las aplicaciones lineales (o funciones lineales) sobre un espacio vectorial, consideradas como aplicaciones geométricas, correlacionan rectas con rectas; es decir, aplican conjuntos de puntos colineales a conjuntos de puntos colineales y, por lo tanto, son colineaciones. En geometría proyectiva estas asignaciones lineales se llaman homografías y son solo un tipo de colimación.

## Ejemplos en geometría euclidiana

### Triángulos
En cualquier triángulo, los siguientes conjuntos de puntos son colineales:
- El ortocentro, la circunferencia circunscrita, el centroide, el punto de Exeter, el punto de Longchamps y el centro de la circunferencia de los nueve puntos son colineales, todos se sitúan en una línea llamada recta de Euler.
- El punto de Longchamps también tiene otras colinealidades.
- Cualquier vértice, la tangencia del lado opuesto con una circunferencia exinscrita y el punto de Nagel son colineales en una línea llamada divisoria del triángulo.
- El punto medio de cualquier lado, el punto que es equidistante de él sobre el perímetro del triángulo en cualquier dirección (por lo que estos dos puntos bisecan el perímetro), y el centro de la circunferencia de Spieker son colineales en una línea llamada cuchilla del triángulo. (La circunferencia de Spieker es la circunferencia inscrita del triángulo medial, y su centro es el centro de masas del perímetro del triángulo).
- Cualquier vértice, la tangencia del lado opuesto con el incírculo, y el punto de Gergonne son colineales.
- Desde cualquier punto de la circunferencia circunscrita de un triángulo, los puntos más cercanos en cada uno de los tres lados extendidos del triángulo son colineales en la recta de Simson del punto en la circunferencia circunscrita.
- Las líneas que conectan los pies de las alturas se cruzan con los lados opuestos en los puntos colineales.[3]: p.199
- El incentro de un triángulo, el punto medio de una altura y el punto de contacto del lado correspondiente con la circunferencia exinscrita relativo a ese lado son colineales.[4]: p.120, #78 X
- El teorema de Menelao establece que tres puntos {\displaystyle P_{1},P_{2},P_{3}} en los lados (algunos extendidos) de un triángulo opuesto a los vértices {\displaystyle A_{1},A_{2},A_{3}} respectivamente son colineales si y solo si los siguientes productos de segmentos de longitud son iguales:[3]: p. 147

{\displaystyle P_{1}A_{2}\cdot P_{2}A_{3}\cdot P_{3}A_{1}=P_{1}A_{3}\cdot P_{2}A_{1}\cdot P_{3}A_{2}.}
- El incentro, el centroide y el centro del círculo de Spieker son colineales.
- El circuncentro, el punto medio de Brocard y el punto de Lemoine de un triángulo son colineales.[5]
- Dos perpendiculares que se cruzan en el ortocentro de un triángulo, intersecan cada uno de los lados extendidos del triángulo. Los puntos medios en los tres lados de estos puntos de intersección son colineales en la teorema de la recta de Droz-Farny|recta de Droz-Farny.

### Cuadriláteros
- En un cuadrilátero convexo ABCD, los puntos medios de sus diagonales AC y BD, y el punto en el que se cortan los segmentos resultantes de unir los puntos medios de los lados opuestos, son colineales, y la línea que pasa a través de ellos se llama recta de Newton (a veces conocida como recta de Newton-Gauss). Si el cuadrilátero es un cuadrilátero circunscrito, entonces su incentro también se encuentra en esta recta.[6]
- En un cuadrilátero convexo, el cuasiortocentro H, el baricentro G y el cuasicircuncentro O son colineales en este orden, y HG = 2 GO.[7] (Ver Cuadrilátero.)

- Otras colinealidades de un cuadrilátero circunscrito se detallan en el artículo cuadrilátero circunscrito.
- En un cuadrilátero cíclico, la circunferencia circunscrita, el centroide de los vértices (la intersección de las dos bimedianas) y el anticentro son colineales.[8]
- En un cuadrilátero cíclico, el centroide de su área, el centroide de los vértices y la intersección de las diagonales son colineales.[9]
- En un trapezoide tangencial, las tangencias del incírculo con las dos bases son colineales con el incentro.
- En un trapezoide tangencial, los puntos medios de los lados son colineales con el incentro.

### Hexágonos
- El teorema de Pascal (también conocido como Hexagrammum Mysticum Theorem) establece que si se eligen seis puntos arbitrarios en una sección cónica (es decir, elipse, parábola o hipérbola, o incluso en cualquier par de rectas) y se unen por segmentos de línea en cualquier orden para formar un hexágono, entonces los tres pares de lados opuestos del hexágono (extendido si es necesario) se encuentran en tres puntos que se encuentran en una línea recta, llamada línea Pascal del hexágono. Lo contrario también es cierto: el teorema de Braikenridge–Maclaurin establece que si los tres puntos de intersección de los tres pares de líneas a través de lados opuestos de un hexágono se encuentran en una línea, entonces los seis vértices del hexágono se encuentran en una cónica, que puede estar degenerada como en el teorema del hexágono de Pappus.

### Secciones cónicas
- Por el teorema de Monge, para cualquier tres circunferencias en un plano, ninguna de las cuales está completamente dentro de uno de las otras dos, los tres puntos de intersección de los tres pares de líneas, cada uno de ellos tangente externamente a dos de los círculos, son colineales.
- En una elipse, el centro, los dos focos y los dos vértices con el radio de curvatura más pequeño son colineales; y el centro y los dos vértices con el mayor radio de curvatura son colineales.
- En una hipérbola, el centro, los dos focos y los dos vértices son colineales.

### Conos
- El centro de masas de un cono sólido de densidad uniforme se encuentra a un cuarto del camino desde el centro de la base hasta el vértice, en la línea recta que une los dos.

### Tetraedros
- El centroide de un tetraedro es el punto medio entre su punto de Monge y su circuncentro. Estos puntos definen la recta de Euler del tetraedro que es análoga a la recta de Euler de un triángulo. El centro de la esfera de los doce puntos del tetraedro también se encuentra en la recta de Euler.

## Álgebra

### Colinealidad de puntos de coordenadas dadas
En geometría analítica, en un espacio n dimensional, un conjunto de tres o más puntos distintos son colineales si y solo si, la matriz de las coordenadas de estos vectores es de rango 1 o menor. Por ejemplo, dados tres puntos X = (x1, x2, ..., xn), Y = (y1, y2, ... yn) y Z = (z1, z2, ..., zn), si la matriz
{\displaystyle {\begin{bmatrix}x_{1}&x_{2}&\dots &x_{n}\\y_{1}&y_{2}&\dots &y_{n}\\z_{1}&z_{2}&\dots &z_{n}\end{bmatrix}}}
es de rango 1 o menos, los puntos son colineales.
Equivalentemente, para cada subconjunto de tres puntos X = (x1, x2, ..., xn), Y = (y1, y2, ... yn) y Z = (z1, z2, ..., zn), si la matriz
{\displaystyle {\begin{bmatrix}1&x_{1}&x_{2}&\dots &x_{n}\\1&y_{1}&y_{2}&\dots &y_{n}\\1&z_{1}&z_{2}&\dots &z_{n}\end{bmatrix}}}
es de rango 2 o menos, los puntos son colineales. En particular, para tres puntos en el plano (n = 2), la matriz anterior es cuadrada y los puntos son colineales si y solo si su determinante (matemática) es cero; ya que ese determinante 3×3 es dos veces (con signo más o menos) el área de un triángulo con esos tres puntos como vértices, esto es equivalente a la afirmación de que los tres puntos son colineales si y solo si el triángulo con esos puntos como vértices tiene área cero.

### Colinealidad de los puntos con distancias dos a dos dadas
Un conjunto de al menos tres puntos distintos se llama una recta, lo que significa que todos los puntos son colineales, si y solo si, por cada tres de esos puntos A, B, y C, el siguiente determinantes de Cayley-Menger es cero (con d (AB), que significa la distancia entre A y B, etc.):
{\displaystyle \det {\begin{bmatrix}0&d(AB)^{2}&d(AC)^{2}&1\\d(AB)^{2}&0&d(BC)^{2}&1\\d(AC)^{2}&d(BC)^{2}&0&1\\1&1&1&0\end{bmatrix}}=0.}
Este determinante es, por la fórmula de Herón, igual a > 16 veces el cuadrado del área de un triángulo con longitudes laterales d (AB), d (BC), y d (AC); entonces, si este determinante es igual a cero es equivalente a verificar si el triángulo con vértices A, B y C tiene área cero (por lo que los vértices son colineales).
Equivalentemente, un conjunto de al menos tres puntos distintos son colineales si y solo si, por cada tres de esos puntos A, B, y C con d (AC) mayor o igual que cada uno de d (AB) y d (BC), la desigualdad triangular d (AC ) ≤ d (AB) + d (BC) se mantiene como una igualdad.

## Teoría de números
Dos números m y n no son coprimos, es decir, comparten un factor común distinto de 1, si y solo si para un rectángulo trazado en una retícula cuadrada con vértices en (0,0), (m, 0), (m, n) y (0, n), al menos un punto interior de la retícula es colineal con (0,0) y (m, n).

## Concurrencia (plano dual)
En varios planos, la noción de intercambiar los roles de "puntos" y "líneas" mientras se preserva la relación entre ellos se llama dualidad proyectiva. Dado un conjunto de puntos colineales, aplicando el principio de dualidad se obtiene un conjunto de rectas que se encuentran en un punto común. La propiedad que tiene este conjunto de rectas (su reunión en un punto común) se llama concurrencia, y se dice son rectas concurrentes. Por lo tanto, la concurrencia es la noción dual plana de colinealidad.

## Gráfico de colinealidad
Dada una geometría parcial P, donde dos puntos determinan como máximo una línea, un gráfico de colinealidad de P es un grafo cuyos vértices son los puntos de P, donde dos vértices son adyacentes si y solo si determinan una línea en P.

## Uso en estadística y econometría
En estadística, la colinealidad se refiere a una relación lineal entre dos variable explicativa. Dos variables son "perfectamente colineales" si existe una relación lineal exacta entre las dos, por lo que la correlación entre ellas es igual a 1 o -1. Es decir, {\displaystyle X_{1}} y {\displaystyle X_{2}} son perfectamente colineales si existen los parámetros {\displaystyle \lambda _{0}} y {\displaystyle \lambda _{1}} de manera que, para todas las observaciones i, se tiene que
{\displaystyle X_{2i}=\lambda _{0}+\lambda _{1}X_{1i}.}
Esto significa que si las diversas observaciones (X1i, X2i) se trazan en el plano (X1, X2), estos puntos son colineales en el sentido definido anteriormente en este artículo.
La "multicolinealidad" perfecta se refiere a una situación en la que las variables explicativas k (k ≥ 2) en un modelo de análisis de la regresión están perfectamente relacionadas linealmente, de acuerdo con
{\displaystyle X_{ki}=\lambda _{0}+\lambda _{1}X_{1i}+\lambda _{2}X_{2i}+\dots +\lambda _{k-1}X_{(k-1),i}}
para todas las observaciones i. En la práctica, rara vez aparece una multicolinealidad perfecta en un conjunto de datos. Más comúnmente, el problema de la multicolinealidad surge cuando existe una "relación lineal fuerte" entre dos o más variables independientes, lo que significa que
{\displaystyle X_{ki}=\lambda _{0}+\lambda _{1}X_{1i}+\lambda _{2}X_{2i}+\dots +\lambda _{k-1}X_{(k-1),i}+\varepsilon _{i}}
donde la varianza de {\displaystyle \varepsilon _{i}} es relativamente pequeña.
El concepto de "colinealidad lateral" se expande en esta visión tradicional, y se refiere a la colinealidad entre variables explicativas y criterios (es decir, variables explicadas).

## Uso en otras áreas

### Conjuntos de antenas

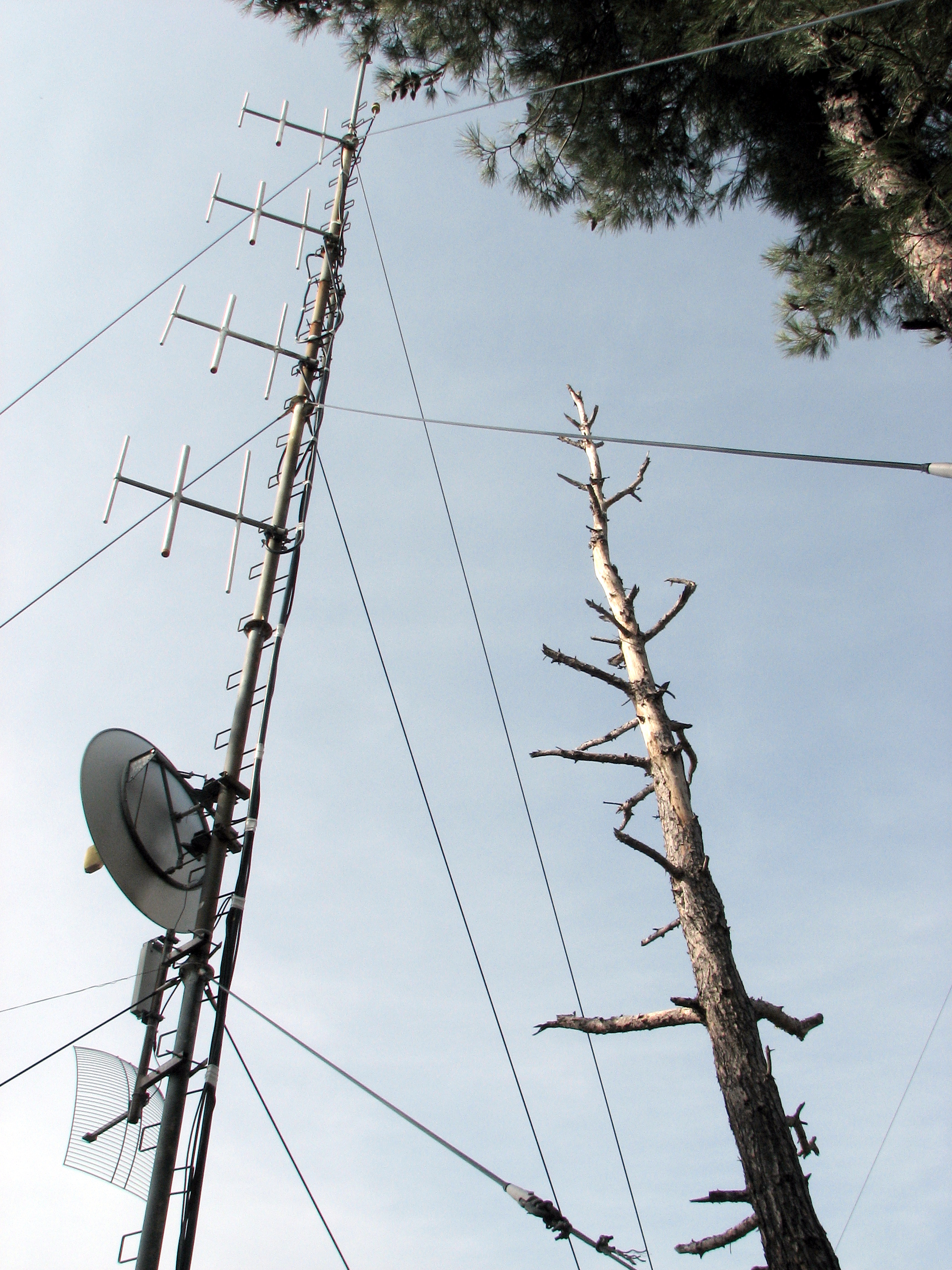
Un mástil de una antena con una matriz de cuatro receptores colineales.

En telecomunicaciones, una matriz colineal de antenas es una torre con un conjunto de dipolos montados de tal manera que los elementos correspondientes de cada antena son paralelos y están alineados, es decir, están ubicados en una línea o eje común.

### Fotografía
Las ecuaciones de colinealidad son un conjunto de dos ecuaciones usadas en fotogrametría y teledetección para relacionar sistema de coordenadas en un plano de imagen (sensor) (en dos dimensiones), con las coordenadas de un objeto (en tres dimensiones). En la configuración de una fotografía, las ecuaciones se obtienen considerando la proyección central de un punto de un objeto a través del centro óptico de la cámara a la imagen en el plano de imagen (sensor). Los tres puntos, el punto del objeto, el punto de la imagen y el centro óptico, son siempre colineales. Otra forma de decir esto es que los segmentos rectilíneos que unen los puntos del objeto con sus puntos de imagen son todos concurrentes en el centro óptico.